# Pleurothyrium palmanum
Pleurothyrium palmanum är en lagerväxtart som först beskrevs av Mez & Smith, och fick sitt nu gällande namn av J.G. Rohwer. Pleurothyrium palmanum ingår i släktet Pleurothyrium och familjen lagerväxter. Inga underarter finns listade i Catalogue of Life.